# El fantàstic senyor Guillot (pel·lícula)
El fantàstic senyor Guillot (títol original en anglès, Fantastic Mr. Fox) és una pel·lícula de comèdia d'animació en stop-motion nord-americana dirigida per Wes Anderson, que va coescriure el guió amb Noah Baumbach. El projecte es basa en la novel·la infantil homònima de Roald Dahl. George Clooney, Meryl Streep, Jason Schwartzman, Bill Murray, Wally Wolodarsky, Eric Anderson, Michael Gambon, Willem Dafoe, Owen Wilson, i Jarvis Cocker formen part de l'equip de dobladors.
La trama segueix el personatge protagonista del Sr. Fox (George Clooney), una guineu. La seva època de robatoris de gallines fa que la seva família, i més tard la seva comunitat, sigui perseguida per tres grangers coneguts com Boggis (Robin Hurlstone), Bunce (Hugo Guinness) i Bean (Michael Gambon).
El desenvolupament del projecte va començar l'any 2004 com una col·laboració entre Anderson i Henry Selick (que va treballar amb Anderson a la pel·lícula de 2004 The Life Aquatic with Steve Zissou) sota Revolution Studios. El 2007, Revolution i Selick van marxar a altres projectes. El treball de la pel·lícula es va traslladar a la 20th Century Fox, on va començar la producció l'any 2007.
Va ser llançada als Estats Units el 13 de novembre de 2009 i va rebre elogis de la crítica per la direcció, l'humor i l'animació stop-motion d'Anderson. No obstant això, va tenir un rendiment inferior a la taquilla, recaptant només 46,5 milions de dòlars, contra un pressupost de 40 milions de dòlars. La pel·lícula va rebre una nominació a l'Oscar a la millor pel·lícula d'animació, perdent el premi davant Up.

## Argument
Mentre ataca Berk's Squab Farm, el Sr. Fox activa un parany de guineu i s'engabia juntament amb la seva dona Felicity. La Felicity li revela al seu marit que està embarassada i li suplica que trobi una feina més segura si escapen; ell accepta.
Dos anys humans (12 anys de guineu) més tard, les guineus i el seu fill Ash viuen en un forat. El Sr. Fox, ara columnista d'un diari, trasllada la família a una casa millor dins d'un arbre, ignorant les advertències del seu advocat, sobre la perillositat de la zona per a les guineus a causa de la seva proximitat a les instal·lacions gestionades per tres temuts grangers: Boggis (un granger de pollastres), Bunce (un granger d'ànecs i oques) i Bean (un granger de gall d'indi i de pomes).
Poc després que els Fox es traslladin, el nebot de Felicity, Kristofferson Silverfox, ve a viure amb ells. Ash troba intolerable aquesta situació: el seu cosí és superior a ell en gairebé tot, i tothom està encantat amb Kristofferson. Anhelant els seus dies com a lladre, el senyor Fox i la seva amiga Kylie, una zarigueia, roben productes i aus de corral de les tres granges durant tres nits seguides. Enfadats, els grangers decideixen matar el senyor Fox. Acampen prop de casa seva, i quan el Sr. Fox emergeix, obren foc, però només aconsegueixen disparar-li la cua. Després d'enderrocar el lloc de l'arbre mentre intentaven extreure el Sr. Fox, descobreixen que els Fox han excavat un túnel d'escapament. Com que les guineus hauran de sortir a la superfície per menjar i trobar aigua, els grangers esperen a la boca del túnel. A la clandestinitat, Felicity està molesta pel retorn del Sr. Fox a les seves maneres de lladre.
Més tard, el grup es troba amb Badger i molts altres animals locals, les cases dels quals també han estat destruïdes pels grangers. Quan els animals comencen a témer la fam, el Sr. Fox els condueix en una expedició d'excavació per fer un túnel fins a les tres granges, robant-los.
Mentre els altres animals es fan un festí, Ash i Kristofferson comencen a reconciliar-se després que Kristofferson defensa Ash d'un mató. Els cosins tornen a la granja de Bean, amb la intenció de recuperar la cua que els falta, però Kristofferson és capturat.
Descobrint que el senyor Fox ha robat els seus productes, els agricultors i el cap de bombers inunden la xarxa de túnels dels animals amb una mica de sidra de Bean, atrapant els animals a les clavegueres.
En adonar-se que els grangers planegen utilitzar en Kristofferson per atreure'l a una emboscada, el Sr. Fox surt a la superfície per rendir-se, però torna quan Rat, el guàrdia de seguretat de Bean, s'enfronta als animals i ataca a Ash i Felicity. Una baralla entre el Sr. Fox i Rat fa que aquest últim sigui empès a un generador, electrocutant-se. Abans de morir, Rat revela la ubicació de Kristofferson. El Sr. Fox demana als agricultors una reunió a la ciutat prop del centre de clavegueram on es rendiria a canvi de la llibertat de Kristofferson.
Els grangers preparen una emboscada, però els animals, anticipant-s'hi, llancen un contraatac que permet que el senyor Fox, Ash i Kylie entrin a la granja de Bean sense ser detectats. Ash allibera Kristofferson i s'enfronta al foc enemic per alliberar un beagle rabiós per mantenir a ratlla els grangers, permetent al grup escapar.

Mentre els grangers esperen infructuosament que els animals surtin del forat, els animals aviat s'instal·len a les seves noves llars de les clavegueres, convidant qualsevol altre animal a unir-s'hi. Poc després, Fox ataca una botiga de queviures que pertany a Boggis, Bunce i Bean, on la Felicity revela que està embarassada de nou mentre els animals ballen al passadís.

## Detalls sobre la producció
La pel·lícula és la primera pel·lícula animada del visionari director Wes Anderson que utilitza la clàssica tècnica de l'animació de presa fixa per narrar la història del popular llibre per a nens de Roald Dahl (autor de Charlie i la fàbrica de xocolata i James i el préssec gegant). La pel·lícula va ser produïda per Allison Abbate, Scott Rudin, Wes Anderson i Jeremy Dawson amb Steve Rales i Arnon Milch com a productors executius.
La pel·lícula va comptar amb la col·laboració del director d'animació Mark Gustafson, el director de cinematografia Tristan Oliver i el dissenyador de producció Nelson Lowry. la música ha estat composta i dirigida per Alexander Desplat, el supervisor d'edició és Andrew Weisblum, el supervisor de música és Randall Poster, i els titelles van ser fabricats per MacKinnon and Saunders.

## Rodatge
L’animació es va fer mitjançant la tècnica de stop-motion i es va utilitzar una càmera Nikon D3, una càmera fotogràfica digital d'alta resolució que captura els fotogrames individuals, més de 56.000 i que, projectats en successió, creen l'efecte de continuïtat. Tot i això, la pel·lícula es va rodar a una velocitat de dotze fotogrames per segon, en lloc dels vint-i-quatre més fluids i habituals en el cinema, amb l’objectiu que els espectadors notessin el mateix mitjà de stop-motion.
La producció es va fer amb una única aplicació del CGI, en l'escena on s'inunda la mina de sílex.
La perspectiva és forçada sovint per donar sensació de profunditat i també es van fer servir un conjunt de decorats en miniatura a una escala adaptada a la grandària dels ninots emprats, la majoria dels quals tenia una alçada de 30 centímetres.
En total, es van fer 535 titelles per a aquesta pel·lícula. El Sr. Fox només tenia disset estils diferents, i cadascun dels estils del Sr. Fox s'havia de fer en sis mides diferents. Per tant, només per animar el seu personatge es van necessitar 102 titelles.

## Repartiment
Els dobladors dels personatges en la versió original van ser els següents:
- Sr. Fox - George Clooney
- Sra. Fox - Meryl Streep
- Teixó - Bill Murray
- Ash - Jason Schwartzman
- Ratolí - Willem Dafoe
- Entrenador Skip - Owen Wilson
- Rickity - Adrien Brody
- Mostela - Wes Anderson
- Esquirol - Roman Coppola
- Petey - Jarvis Cocker

## Música
La partitura de la pel·lícula va ser composta per Alexandre Desplat. Jarvis Cocker va comentar que va escriure "tres, quatre" cançons per a la pel·lícula, una de les quals va ser inclosa a la banda sonora ("Fantastic Mr. Fox A.K.A. Petey's Song"). La banda sonora també conté una selecció de cançons de The Beach Boys, The Bobby Fuller Four, Burl Ives, Georges Delerue, The Rolling Stones i altres artistes. Un àlbum de banda sonora de la pel·lícula va ser llançat el 3 de novembre de 2009.